# Die Liste (Roman)
Die Liste (Originaltitel: The Last Juror) ist ein Roman des US-amerikanischen Autors John Grisham. Der Roman erzählt anschaulich das Leben einer Kleinstadt im Süden der USA in den 1970er Jahren, vor dem Hintergrund eines großen Mordprozesses aus der Sicht des Redakteurs der dortigen Lokalzeitung.

## Inhalt
Das Buch erzählt die Geschichte von Willie Traynor, der 1967 sein Journalismus-Studium abbricht und in Clanton in Mississippi einen Job bei einer Lokalzeitung aufnimmt. Nachdem der Vorbesitzer die Zeitung 1970 komplett heruntergewirtschaftet hat und Insolvenz beantragen muss, bekommt Traynor die Gelegenheit, die Zeitung mitsamt Bürogebäude zu erwerben. Die dafür benötigten 50.000 US-Dollar leiht er sich von seiner Großmutter BeeBee. In der Anfangszeit schreibt Traynor Artikel über lokale Themen und schafft es, das Blatt über Wasser zu halten.
Nach kurzer Zeit wird eine junge Mutter brutal vergewaltigt und ermordet und Danny Padgitt, ein Mitglied der lokalen Gangsterfamilie Padgitt, eindeutig als Täter identifiziert. Traynors Zeitung ist an vorderster Front der Berichterstattung und die Auflagen schießen, auch durch die reißerische Berichterstattung seiner Zeitung, in die Höhe. Der Täter wird von einer Jury verurteilt, allerdings nicht zur Todesstrafe – wie erwartet und von vielen auch erwünscht –, sondern mit drei Gegenstimmen nur zu lebenslanger Haft. Kurz vor Ende des Prozesses droht der Täter den Geschworenen: Im Falle einer Verurteilung würde er nach seiner Freilassung alle ermorden. Kurz danach dreht der ehemalige Anwalt Hooter durch und verschanzt sich mit einer Waffe auf dem Dach des Gerichtsgebäudes, um wahllos auf Passanten zu schießen. Da er die Leute nur einschüchtern wollte, wird niemand verletzt, und nachdem seine Munition verbraucht ist, wird er verhaftet. Dabei stellt sich heraus, dass Hooter mit dem Mordopfer liiert war.
Während Padgitt im Gefängnis sitzt, lernt Traynor die Kleinstadt und ihre Bewohner, allen voran die Schwarze Miss Callie, welche zu seiner mütterlichen Freundin wird, besser kennen. Er verbringt die Zeit mit dem Schreiben von Nachrufen, Menschen- und Kirchenporträts, bis Padgitt Ende der 1970er Jahre auf Bewährung aus der Haft entlassen wird. Die ehemaligen Jury-Mitglieder, unter ihnen auch Miss Callie, bekommen es mit der Angst zu tun, und tatsächlich dauert es nicht lange, bis der erste auf der Liste erschossen aufgefunden wird. Kurz darauf wird das zweite Jurymitglied hinterrücks erschossen und die Menschen spekulieren, dass Padgitt dahinter steckt. Die Polizei hat keine Beweise und weigert sich Padgitt festzunehmen. Miss Callie äußert gegenüber Traynor, dass bei der Urteilsabstimmung damals die zwei Ermordeten gegen die Todesstrafe waren und nur noch einer der drei Todesstrafengegner übrig ist. Als ein Bombenanschlag auf ebendiese dritte Person verübt wird, dieser aber durch glückliche Umstände misslingt, handelt der Polizei-Chef doch und überredet Padgitts Anwalt, dass sich sein Mandant stellt, der die Taten doch weiter abstreitet. Als Padgitt vor Gericht aussagen soll, wird er selbst erschossen. Als Täter wird wieder der ehemalige Anwalt Hooter ermittelt, der einige Zeit vorher aus der Psychiatrie entlassen wurde, sich jedoch kurz vor seiner Festnahme das Leben nimmt. Traynor ermittelt im Hintergrund über die Psychiatrie und bekommt mit der Auflage dies nicht zu drucken gesagt, dass Hooter schon während seines Aufenthalts dort die Absicht geäußert hatte, die drei Personen zu töten, die gegen Padgitts Todesstrafe gestimmt hatten und er eigentlich nicht hätte entlassen werden dürfen.
Im Jahr 1980 verkauft Traynor schließlich seine glänzend laufende Zeitung für 1.500.000 Dollar und beschließt, nachdem seine langjährige Freundin Miss Callie nach einem Schlaganfall starb, für eine Zeit lang die Stadt zu verlassen und die Welt kennenzulernen.

## Ausgaben
- John Grisham: Die Liste, Heyne München 2004, ISBN 3-453-87834-5